# Letališče Tenzing-Hillary
Letališče Tenzing-Hillary, poznano tudi kot letališče Lukla, je majhno letališče v kraju Lukla v vzhodnem Nepalu. Januarja 2008 je bilo letališče preimenovano v čast siar Edmunda Hillaryja in šerpe Tenzinga Norgayja, prvima osebama, ki sta se povzpela na Mount Everest. Sir Edmund Hillary je umrl 11. januarja 2008, star 88 let, Tenzing Norgay pa leta 1986.
To letališče je razmeroma priljubljeno, saj tukaj večina ljudi prične njihov vzpon na Mount Everest. Ima redno dnevno povezavo z nepalskim glavnim mestom, Katmandujem, vendar pa so poleti le podnevi ter v lepem vremenu. Kljub kratki geografski razdalji med obema krajema, pa je zelo mogoče, da dežuje v Lukli, med tem ko v Katmanduju sije sonce.
Letališče je dosegljivo le za helikopterje ter za manjša letala, ki potrebujejo malo prostora za vzlet in pristanek (tj. letala STOL). Takoj za koncem letališke steze je 700-metrski prepad v dolino pod Luklo. Letališče je ograjeno ter pod 24-urnim nadzorom nepalskih oboroženih ter civilnih policijskih enot.
Steza je dolga 527 metrov, široka 20 metrov in ima 12 % naklon. Zaradi naklona je v eni smeri (06) namenjena samo pristajanju, v drugi (24) pa samo vzletanju. Letališče leži na nadmorski višini 2860 metrov. Višje od njega sta na svetu le dve letališči: mednarodno letališče El Alto v Boliviji na 4061 m in letališče Chomdo Bangda v Tibetu na 4334 metrih nadmorske višine.